# Мигел Мариано Гомес
Мигел Мариано Гомес Ариас (на испански: Miguel Mariano Gómez y Arias) е кубински политик и седми президент на Куба.
В сравнение с другите администрации, Куба се радва на всеобщ мир и спокойствие по време на краткото президентство на Гомес. Твърди се, че той е талантлив оратор и писател и е противоположност на типичния „мъж на кон“, приписвано на предишните кубински президенти с военен опит.

## Биография
Гомес е роден в Санкти Спиритус, син е на втория президент на Куба Хосе Мигел Гомес и филантропа Америка Ариас. Посещава различни училища в Куба (включително йезуитско училище в Сиенфуегос) и Съединените щати и се дипломира като юрист от университета в Куба. Като млад присъства на коронацията на крал Джордж V в Обединеното кралство през 1911 г. като специален аташе към кубинската легация в Лондон. Жени се за Серафина Диаго Карденас и имат три дъщери, Серафина, Грациела и Маргарита Гомес Диаго.

## Политическа кариера
Гомес е няколко мандата в Камарата на представителите и през 1926 г. е избран за кмет на Хавана. През 1928 г. конституционните реформи премахват кметството на Хавана и Гомес заминава в изгнание в Ню Йорк. Той участва в неуспешната въоръжена експедиция на Рио Верде срещу правителството на Херардо Мачадо, хвърлен е в затвора и отново е в изгнание. По време на изгнанието си, в началото на 30-те години на миналия век участва в хунта от различни лидери на групи против Мачадо, които често се срещат в хотел "Билтмор".
След свалянето от власт на Мачадо на 12 август 1933 г. Гомес се завръща в Хавана, основава Републиканската партия на действието и през 1934 г. отново е избран за кмет на Хавана. Подава оставка като кмет заради масовата лекарска стачка. От 1933 до 1936 г. ръководи опозиционна група, известна като Марианистите. През този период домът му е взривяван два пъти, въпреки това Гомес не е ранен.

### Президентство
След години на политическа нестабилност, Гомес е избран за президент на Куба на общите избори през 1936 г. и встъпва в длъжност на 20 май 1936 г. Въпреки това служи само до 24 декември 1936 г., когато след импийчмънт от Конгреса след налагането на вето на закона за деветте цента, приход от всяка торба захар от 250 паунда, произведена в страната, който е планиран за финансиране на Гражданско-селските училища, насърчавани от Фулхенсио Батиста.
Говорейки през декември 1936 г. към края на президентството на Гомес, бившият президент на Куба, Карлос Евия, твърди, че Батиста се опитва да предизвика конфронтация с Гомес, заявявайки: „Военна олигархия управлява Куба от две години. Президентът Гомес не е имал истинска власт, но полковник Батиста сега изглежда иска да придобие открито властта, която е имал през цялото време зад кулисите. Той иска да унищожи Гомес, който ще трябва да подаде оставка, ако не бъде изгонен."

### Импийчмънт
Гомес първоначално е отстранен от Камарата на представителите. Съветът на Камарата на представителите, който повдига обвиненията срещу Гомес, включва Антонио Мартинес Фрага, демократ; националист на име Фелипе и Карлос Палма, републиканец. Сенатор Риверо прекъсва процеса, когато обявява оставката си като секретар на трибунала по импийчмънт и заявява, че "трибуналът е предубеден, президентът няма гаранции за справедлив процес."
Процесът в Сената обвинява Гомес в "заплаха за репресии срещу конгресмени, които се противопоставят на неговите законодателни мерки." Главният съдия на Върховния съд Хуан Федерико Еделман председателства процеса. Съобщено е, че процесът започва с бързо четене на обвиненията срещу Гомес, последвано от кратък защитен документ, в който Гомес отрича да е принуждавал членове на Конгреса. Гомес твърди, че процесът е „обикновен политически акт за сваляне на президента поради заповеди и натиск от източник, известен на всички“, като също така заявява „С настоящото протестирам срещу този процес като противоконституционен в смисъл, че нямам гаранция."
Процесът приключва рано сутринта на 24 декември 1936 г., когато Сенатът гласува за импийчмънт на Гомес с 22 на 12 гласа. Изявлението на Сената гласи: „Д-р Мигел Мариано Гомес Ариас, президент на републиката, с настоящото се обявява за виновен в нарушение на свободното функциониране на законодателната власт и се отстранява от президентството на републиката, като напуска тази длъжност след уведомление.“
След приключването на процеса комисия на Сената пътува до дома на вицепрезидента Федерико Ларедо Бру, за да го уведоми, че е станал президент. По-късно през деня тълпи се събират в президентския дворец, аплодирайки Гомес, когато той тръгва за резиденцията си в района Прадо в Хавана. По-късно през деня от къщата си, Гомес излиза с изявление, в което се твърди, че импийчмънтът му е „много несправедлив“ и победа за военните, като също така казва, че „Всичко е безполезно. Иска се нещо повече: да се дават заповеди от лагер Колумбия [Армия Щабквартирата] към [Президентския] дворец."

### Последни години
Гомес напуска Куба за Съединените щати, но по-късно се завръща в Куба през 1939 г. През 1940 г. той отново се кандидатира за кмет на Хавана, но губи от Раул Менокал. След това се оттегля от обществения живот и умира в Хавана през 1950 г. на 61 години след дълго боледуване.